# Tapiola (Sibelius)
Tapiola Op. 112 è un poema sinfonico scritto nel 1926 dal compositore finlandese Jean Sibelius.

## Descrizione
Composto nel 1926 su commissione della New York Symphony Society ed eseguito per la prima volta il 26 dicembre dello stesso anno sotto la direzione di Walter Damrosch, Tapiola è l'ultimo poema sinfonico scritto da Jean Sibelius. Al pari di altri, si ispira al “Kalevala”, il poema epico nazionale finlandese caro al compositore; Tapio, nella mitologia finnica, è il dio delle foreste e Tapiola è la sua dimora, celata tra un fitto e cupo intrico di alberi e vegetazione. 
Il poema si basa sulla forma della variazione, con una ripartizione in introduzione, tema con sette variazioni e coda; allo stesso tempo tuttavia, la composizione mostra una forma quadripartita che porta a ritenere l'esistenza di una correlazione con la strofa di quattro versi apposta da Sibelius sulla partitura:
Là si stendono ampiamente le cupe foreste del Nord
antichissime, misteriose, meditando i loro sogni selvaggi:
abita in esse il grande Dio delle Foreste
e gli spiriti silvani tessono magici segreti nell'oscurità.
Il carattere descrittivo e programmatico del poema sinfonico riesce particolarmente congeniale al genio del maestro finlandese, giacché Sibelius si dimostra in quest'opera come un sommo maestro della variazione; tutti i temi ed i motivi, per quanto possano differire nei rispettivi caratteri, nascono da un'unica cellula germinale. I moventi leggendari e mitici vengono esaltati da una fluida invenzione melodica e da una smagliante e sempre cangiante orchestrazione. 
Il poema si apre con una breve frase in tempo Largamente, che presenta il tema principale e ricorda le battute iniziali de Il cigno di Tuonela fatte di accordi sovrapposti; segue a più riprese un'alternanza tra un Allegro moderato ed un più vivace Allegro, ma tutto il brano si basa fondamentalmente sull'unico tema principale, variamente trasformato per caratterizzare simbolicamente le diverse immagini delle foreste nordiche. 